# WildFly
WildFly (voorheen JBoss Application Server) is een opensource-J2EE-applicatieserver. De Javagebaseerde applicatieserver is het belangrijkste product van het bedrijf JBoss, in 2006 door Red Hat overgenomen.

## Opbouw
WildFly maakt gebruik van een microkernel die is gebaseerd op Java Management Extensions. Boven op deze kernel draaien de J2EE-services. Bovendien stelt WildFly een aantal extra services beschikbaar.

## De eigenschappen van WildFly
- Clustering
- Failover (inclusief sessies)
- Load balancing
- Gedistribueerde caching (met behulp van het afzonderlijk product JBoss Cache)
- Distributed deployment (farming)
- Enterprise JavaBeans versie 3
- Ondersteuning voor aspectgeoriënteerd programmeren (AOP)
- Integratie met Hibernate (voor persistentie; JPA)
- Ondersteuning voor J2EE-webservices, zoals JAX-RPC (Java API for XML for Remote Procedure Call)
- Integratie van Java Message Service (JMS)
- Integratie van JCA (Java Connector Architecture)
- Integratie van JACC (Java Authorization Contract for Containers)
- EJB 3-specificatie
- JSP/Servlet (Tomcat)
- RMI-IIOP (JacORB oftewel Java and CORBA)
- JTA (Java Transaction API)
- JDBC
- SAAJ (SOAP with Attachments API for Java)
- JNDI (Java Naming and Directory Interface)
- JAAS (Java Authentication and Authorization Service)
- JavaMail
- Deployment API
- Management API